# Munich Ravens
Munich Ravens je tým amerického fotbalu se sídlem v německém městě Mnichov. Od sezóny 2023 bude tým hrát v European League of Football (ELF).

## Historie
Vstup nově založeného týmu do profesionální ligy byl oznámen v srpnu 2022. Žádné jméno ani další informace však nebyly odhaleny. 8. září 2022 byl oznámen název týmu. 28. září 2022 bylo oznámeno, že bývalý hráč týmu Raiders Tirol a MVP pro sezónu European League of Football 2022, Sean Shelton, byl jmenován sportovním ředitelem.